# IC 144
IC 144 је галаксија у сазвјежђу Кит која се налази на листи објеката дубоког неба у Индекс каталогу.
Деклинација објекта је - 13° 18' 51" а ректасцензија 1h 37m 40,8s. Привидна величина (магнитуда) објекта IC 144 износи 14,9 а фотографска магнитуда 15,9. IC 144 је још познат и под ознакама MCG -2-5-28, NPM1G -13.0070, PGC 6027.